# 侵蚀作用

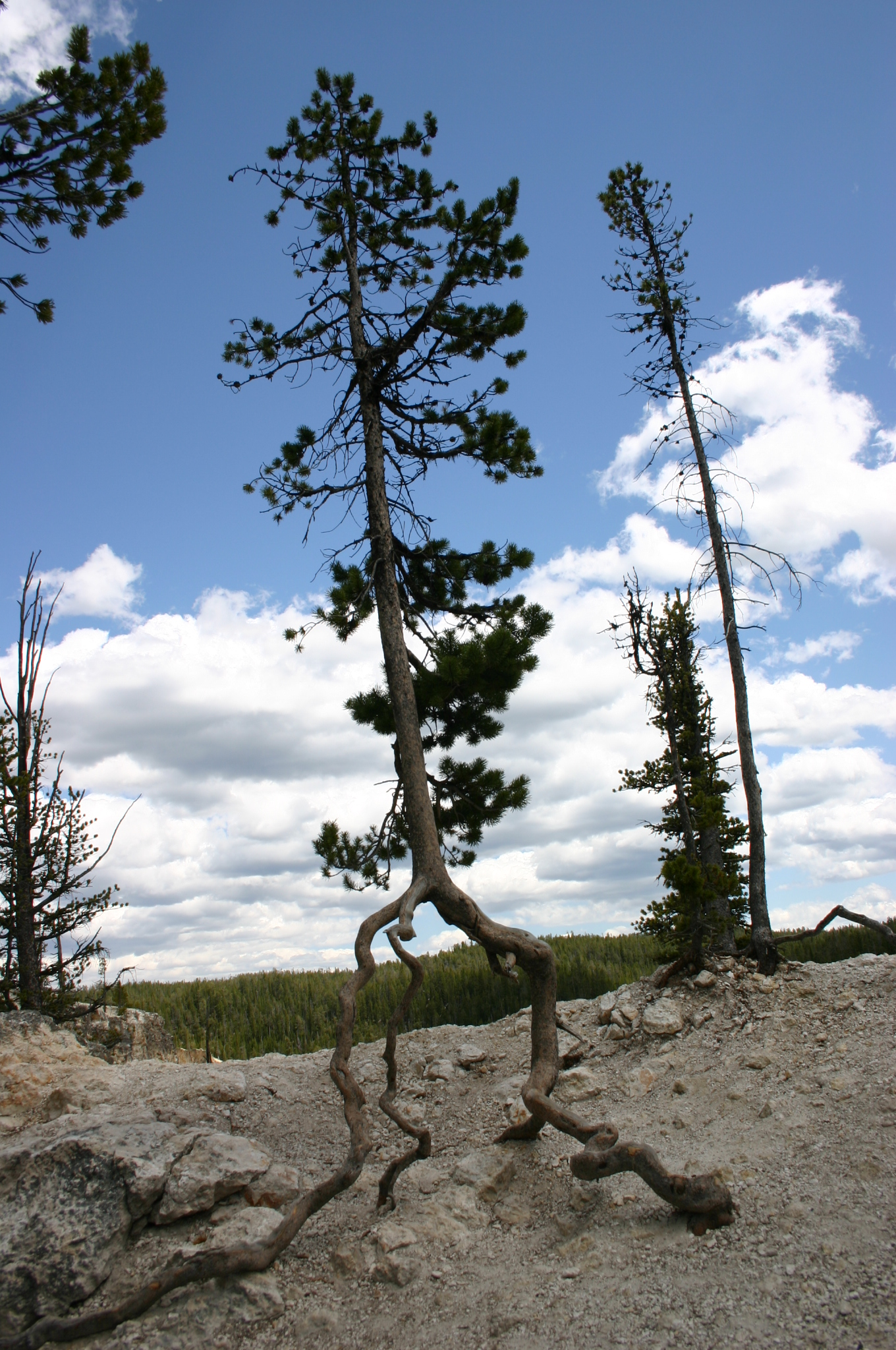
這棵樹見證了水土流失的嚴重性：樹幹和根部相接的分叉處是原來種子發芽生根的地方

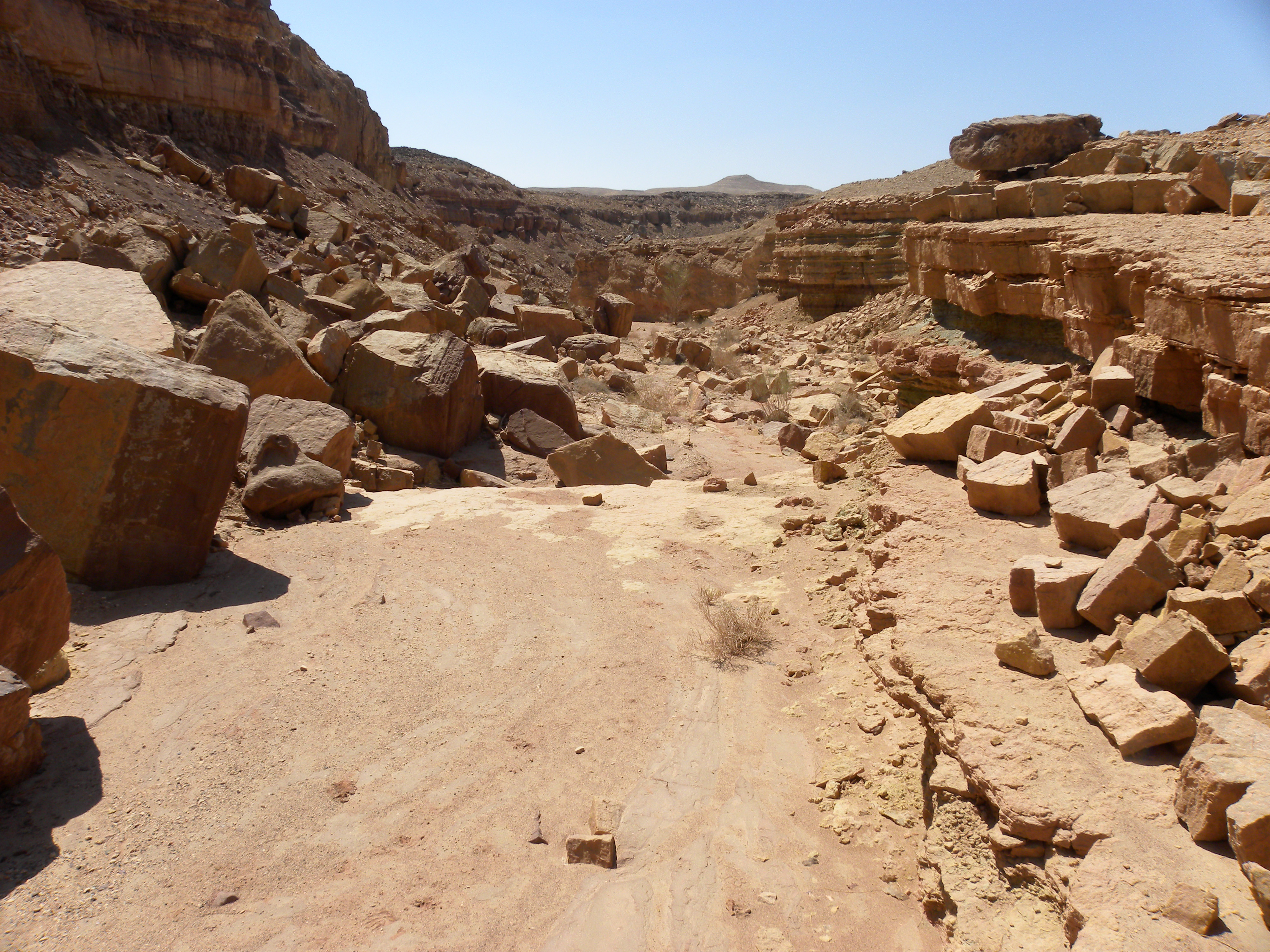
這片土地就是侵蝕作用的直接受害者

侵蚀作用（英語：erosion）是自然界的一种现象，是指地球的表面不断受到风、水的磨损。这个过程，陆地除了被侵蚀之外，蚀出的物质還會被带走，堆积在其他地方，主要堆积在海裡。
侵蚀由水流、冰移或风吹造成。
而由雪、霜、阳光、雨水对地表的作用則叫做风化作用，暴露在空气中的岩石会受到天气影响，长期冷热交替，有些岩石会因而裂开。岩石中的水结冰时会膨胀，这个也会使岩石开裂。石头受到重力的挤压后突然减压，也会使岩石碎裂。雨水是稀酸，可溶化或改变岩石内的化学物质。植物的根和穴居动物也会加速风化。
因为风化而碎裂的石块会由水、冰、风带走，而如果水、冰、风内如有石块，即使非常细小，也能大大加强侵蚀的作用，改变地貌。
成因水土流失可能是由于自然环境引起的，譬如地势陡峭，突发大量降水，或者地质变化。但更多的是由于人类活动导致的，譬如过度放牧，开垦土地，采伐森林，進行各項工程建設等等。
害處侵蚀是自然环境恶化的重要原因。由于水的流动，带走了地球表面的土壤，使得土地变得贫瘠，岩石裸露，植被破坏，生态恶化。
这种自然现象可以是循环作用的，生态恶化引起水土流失，水土流失又使得生态更加恶化。于是土地退化，无法耕种。植物死亡，地表裸露。恶劣的生态又更导致气候的变化，使得生物可生存的环境变坏。
水土流失还会使得泥沙淤积，河床抬高，引起水流不畅，水质混浊，甚至导致洪水泛滥，河流改道，就如中国的黄河。
风化与侵蚀的区别。风化是破坏后改变物体形状，而侵蚀是转移物体，从而改变地貌。

## 正面影響
侵蚀作用的正面作用，如河流将泥沙碎石带入下游，形成平坦的冲积平原，适合于人类和动植物的繁衍生存。

## 河流
河水受重力作用，由高處往低處移動產生動能，對地表進行侵蝕。而河流的侵蝕作用可分為向下侵蝕、向側侵蝕、向源侵蝕三種。